# Developmental Dynamics
Developmental Dynamics is een internationaal, aan collegiale toetsing onderworpen wetenschappelijk tijdschrift op het gebied van de anatomie, morfologie en ontwikkelingsbiologie. De naam wordt in literatuurverwijzingen meestal afgekort tot Dev. Dynam. Het wordt uitgegeven door John Wiley & Sons namens de American Association of Anatomists en verschijnt maandelijks. Het eerste nummer verscheen in 1901.